# NGC 2398
NGC 2398 è il codice con cui nel New General Catalogue viene designata una coppia di galassie a spirale (PGC 21165 e PGC 21157) situata nella costellazione dei Gemelli.

## Scoperta
La coppia di galassie è stata scoperta il 10 febbraio 1885 dall'astronomo francese Édouard Stephan.

## Descrizione
Entrambe le galassie sono del tipo a spirale. PGC 21165 ( a volte indicata anche come NGC 2398-1) ha una velocità radiale di 8955 km/s, mentre PGC 21157 (NGC 2398-2) ha una velocità di 9601 km/s. Le due galassie sono ragionevolmente in interazione gravitazionale tra loro.